# 原野龜金花蟲
原野龜金花蟲（学名：Cassida ruralis）为金花蟲科龜金花蟲屬下的一个种。